# Арноалд (епископ на Мец)
Арноалд (на латински: Arnualdus; на немски: Arnual, Arnoald) е маркграф на Шелде и епископ на Мец от 601 до 609 г. Той е католически Светия и се чества на 9 октомври. Арноалд се смята за основател на манастира в Меркинген, преименуван по-късно на „Ст. Арнуал“ и днес част от град Саарбрюкен.

## Биография
Той е син на гало-римския сенатор Ансберт и Блитилде.
Арноалд получава подарък селото Меркинген от Меровингския крал Теодеберт II. От своя манастир той мисионира в територииите на днешен Саарбрюкен. Той е погребан в „Ст. Арнуал“.

## Фамилия
Той се жени ок. 584 г. за Ода (* ок. 564) и има децата:
- Св. Дода от Мец (* ок. 584), съпруга на Св. Арнулф, епископ на Мец, от род Арнулфинги, прародител на Каролингите